# Jean-Pierre Ramis
Jean Pierre Ramis (Montpellier, 26 de março de 1943) é um matemático francês.